# کتاب الحیل
کتاب الحیل (۸۵۰ میلادی ) نام کتابی در اتوماسیون و سیستمهای کنترل است که توسط سه ایرانی به نام برادران بنوموسی در بیت‌الحکمه بغداد نوشته شده و شامل یکصد اختراع است.
این کتاب شامل اختراعاتی اثرگذار در آینده صنعت بشری میباشد : سوپاپ مخروطی ، شیر شناور ، سنسور فشار تفریقی ، حلقه فیدبک ، فلو کنترل ، کنترل حد جریان (ایمنی) ، میل لنگ

## محتوای کتاب
برخی از وسایل توصیف شده در کتاب از آثار هرون اسکندرانی  و فیلون بیزانسی و همچنین مهندسی باستانی ایرانی ، چینی و هندی الهام گرفته اند. و بسیاری دیگر اختراعات خود برادران بنو موسی بودند.   
آنها که در دارالحکمه مسیول ترجمه آثار یونانی بودند این آثار را به عنوان نقطه شروع گرفتند ولی بسیار به آن افزودند . 
کار زیاد آنها با کنترل های اتوماتیک آنها را از پیشینیان یونانی متمایز می کند.  
استفاده از سوپاپ های خودکار ، دستگاه های زمان گیری ، سیستم های تاخیری  ، کنترلرهای پنوماتیک و هیدرولیک در این زمینه شاخص هستند. 
کتاب برای اولین بار استفاده از حلقه فیدبک را در برخی از پروژه ها شرح میدهد.

## کنترل های خودکار
کنترلهای دو مرحله ای برای مایعات ، شکل اولیه کنترلهای ساختار متغیر ناپیوسته ، آنها همچنین یک کنترل کننده بازخورد اولیه را تشریح کردند.
اتوماسیون آنها شکل پیچیده ای داشت به عنوان مثال ، یک لوله ممکن بود ابتدا شراب ، سپس آب و در نهایت مخلوطی از این دو را بریزد.  
آنها در بهره برداری از تغییرات کوچک در فشارهای آئرواستاتیک و هیدرواستاتیک و استفاده از سوپاپهای مخروطی به عنوان اجزای "خطی" در سیستم های کنترل  استاد بودند. 

## کنترل محدودیت جریان
در چندین مورد از این مخازن ، می توان مقادیر کمی مایع را به طور مکرر خارج کرد ، اما اگر مقدار زیادی را خارج کنید سیستم آنرا متوقف میکند. این خودش یک سیستم ایمنی مدرن است . 

## میل لنگ
دو مورد از اختراعات کتاب شامل میل لنگهایی هستند که دارای عملکردی تقریباً شبیه به میل لنگ های امروزی است. 
این سه و نیم قرن قبل از اختراع میل لنگ توسط  بدیع الزمان جزری و بیش از پنج قرن قبل از پیدایش اولین میل لنگها در اروپا است.  

## سوپاپها
سوپاپ مخروطی 
سوپاپ سوکتی
شیر شناور
شیر آب

## مکانیسم های دیگر
سیفون هم مرکز 
قیف با انتهای خمیده برای ریختن مایعات مختلف 
محفظه شناور 
سنسور تفاوت فشار 
که اختراعات بکر بوده و هیچ کدام در آثار یونانی قبلی دیده نمی شود. 

## اثرگذاری
از جمله کسانی که از کتاب الحیل اثر گرفتند از بدیع الزمان جزری ، که کتابی با عنوان مشابه در سال ۱۲۰۶م  نوشت میتوان نام برد.   
استفاده از کنترل های اتوماتیک در ماشینهای اروپایی یا استفاده از سوپاپهای مخروطی در کارهای لئوناردو داوینچی برخی از ایده های کتاب هستندکه از طریق اسپانیای اسلامی به اروپا رسیدند . 